# Web of Trust
WOT (Web of Trust) — бесплатная надстройка к браузеру, которая предупреждает интернет-пользователя во время поиска информации или совершения покупок о сайтах с низкой репутацией. WOT совместим с такими браузерами как Internet Explorer, Mozilla Firefox, Opera (начиная с 11 версии при помощи расширения), Google Chrome и Safari.
WOT создан на основе сообщества и показывает уровень доверия к тому или иному сайту. Репутация сайта зависит от оценок, выставленных его посетителями — пользователями WOT. Рейтинги постоянно обновляются миллионами пользователей WOT-сообщества, а также многочисленными проверенными ресурсами (например, списки фишинговых сайтов).

## История компании
Компания WOT Services Ltd. (ранее известная как Against Intuition, Inc.) была основана в 2006 году в городе Хельсинки (Финляндия) двумя выпускниками: Тимо Ала-Клеемола и Сами Толванен. Сервис официально был запущен в 2007 вместе с предпринимателем и инвестором Эса Суурио. В ноябре 2009 Эса занялся новым проектом, а на его позицию пришел Веса Перала.
Компания Web Of Trust имеет партнерские отношения с Facebook, Mail.ru Group, hpHosts, LegitScript, Panda Security, Phishtank и TRUSTe.

## Интеграция браузера
WOT доступен как надстройка для браузеров Internet Explorer и Mozilla Firefox и как букмарклет для Opera (начиная с 11 версии можно использовать расширение), Google Chrome, Safari и любых других браузеров, поддерживающих JavaScript и закладки/избранное. С браузером Mozilla Firefox надстройка работает на всех платформах, с браузером Internet Explorer только на Windows. Пользовательский интерфейс доступен на 17 языках.

## Принцип работы
После загрузки надстройки на панели инструментов браузера появится логотип WOT. При каждом переходе Интернет-пользователя на новый сайт цвет логотипа будет изменяться в зависимости от репутации данного сайта.
Пользователи WOT имеют возможность поделиться опытом работы с тем или иным сайтом и предоставляемыми им услугами. При помощи WOT пользователи могут оценивать сайты по следующим критериям: общее доверие и безопасность для детей. WOT вычисляет репутацию сайта объединяя оценки от пользователей и информацию, предоставленную из таких достоверных источников как Panda Security, PhishTank, TRUSTe и hpHosts.
Кружки зелёного, жёлтого или красного цветов, находящиеся около результатов поиска, информируют пользователя об уровне доверия к данному сайту. Зелёный кружок означает, что сайт безопасен; жёлтый советует быть осторожным, а красный рекомендует не заходить на сайт.

## Критерии оценивания
WOT использует 2 критерия для оценки уровня репутации сайта:
- Доверие

Доверяете ли вы этому сайту? Безопасно ли его использовать? Делает ли он то, что обещает?
Сайт может получить низкие оценки по этому критерию в случае риска кражи личности, Интернет-аферы, мошенничества с кредитными картами, фишинга, жульничества с лотереей, вирусов, рекламного или шпионского ПО. Рейтинг «неудовлетворительно» может быть выставлен если на сайте слишком много рекламы или всплывающих окон.
- Безопасность для детей:

Нет ли на сайте неподходящих для детей материалов (сцен секса или насилия)? Не поощряет ли он опасные или противозаконные действия?

## Достоверность рейтингов
Оценка WOT показывает общий уровень доверия пользователей. В связи с этим сайт, который технически безопасен для посещения, всё равно может получить низкий рейтинг, если достаточно большое количество пользователей заявило о неудовлетворительном уровне доверия к данному сайту. Причина заключается в том, что пользователи могут оценить надёжность сервис-провайдера за пределами Интернета (напр., был ли доставлен товар, вовремя ли, соответствовал ли он заказу и т. п.). Кроме того, низкий рейтинг может получить совершенно безопасный сайт, деятельность которого, однако, по тем или иным причинам не нравится интернет-пользователям. В качестве наиболее яркого примера можно указать сайт единого реестра сайтов, запрещённых на территории РФ.
Существует предположение, что некоторые пользователи WOT недостаточно хорошо осведомлены о том или ином сайте, чтобы предоставить точные оценки относительно его уровня конфиденциальности, что может привести к низкому уровню репутации безопасных сайтов и наоборот. Частично проблема достоверности тех или иных оценок решается при помощи статистического анализа рейтингов на основе теоремы Байеса и автоматического предоставления большего влияния оценкам, выставленным пользователями с более высоким уровнем доверия.
Также существует влияние рейтинга субдоменов на общий рейтинг родительского домена и наследование этого рейтинга другими субдоменами. Например, если на бесплатном хостинге создаётся много опасных сайтов, то их низкие рейтинги отражаются на рейтинге самого хостинга, а затем этот рейтинг распространяется на все остальные пользовательские сайты, не имеющие достаточного количества собственных оценок для получения независимого рейтинга. Очевидным выходом из данной ситуации было бы освобождение родительского домена от влияния рейтингов субдоменов.

## Манипулирование рейтингами
Существует риск того, что некоторые пользователи могут попытаться манипулировать рейтингами, так как оценки могут выставляться без предварительной регистрации. С целью предупреждения манипуляций WOT назначает псевдоним каждой надстройке и требует подтверждения подлинности для каждой оценки. Такой подход в совокупности с меритократической системой доверия снижает возможности манипулирования. Также, в случае, если меры предосторожности, указанные выше, не могут остановить попытки манипуляции рейтингами, оценочная система использует алгоритмы, которые контролируют оценки, сильно отклоняющиеся от норм. К сожалению, несмотря на все попытки, указанные выше, теоретически манипулирование рейтингами остаётся возможным, что является источником критики в отношении WOT.

## Конфиденциальность пользователей
В результате расследования журналистов немецкой телерадиовещательной компании NDR выяснилось, что сервис Web of Trust передавал собранные данные о своих пользователях сторонним организациям. Расширение было удалено из каталога Mozilla после появления этой информации из-за несвоевременного ответа представителей компании на обращение Mozilla. Также дополнение было удалено по инициативе компании со всех доступных платформ, включая Chrome Web Store.
В сообщении в блоге компании от 19 декабря 2016 сообщается об обновлении дополнения и его публикации в каталоге расширений Chrome. Обновленная версия включает несколько крупных изменений, направленных на защиту конфиденциальности, и возможность отказа от передачи данных пользователей, не желающих предоставлять к ним доступ, но продолжающих использование дополнения. В феврале 2017 Mozilla восстановила расширение в каталоге.

### Официальные сайты
- Сообщество пользователей, ведущих рейтинг веб-сайтов | WOT (Web of Trust) (англ.). WOT Services. — Официальная страница сообщества MyWOT. Дата обращения: 18 января 2012. Архивировано 25 мая 2012 года.

### Обзоры в прессе
- Kristen Nicole. Web of Trust is the Robert De Niro of Reputation Sites (англ.). Mashable (4 декабря 2007). Дата обращения: 23 марта 2011. Архивировано 17 апреля 2012 года.
- Neil J. Rubenking. Web of Trust (англ.). PCMag.com (13 августа 2009). Дата обращения: 23 марта 2011. Архивировано 17 апреля 2012 года.
- Ionut Ilascu. Keep Away from Risky Websites (англ.). Softpedia (4 августа 2009). Дата обращения: 23 марта 2011. Архивировано 17 апреля 2012 года.